# 이드 알피트르

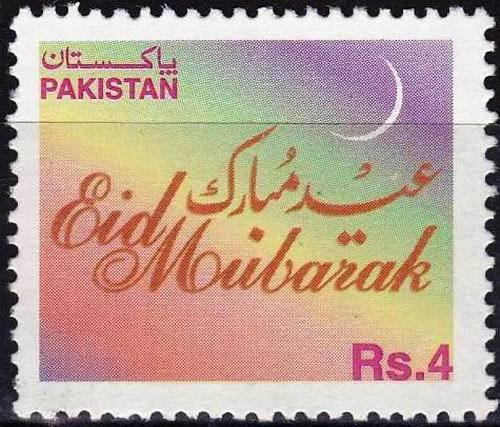

이드 알피트르(아랍어: عيد الفطر)는 종교적 금식 기간인 라마단(رمضان)이 끝났음을 축하하는 무슬림의 휴일이다.
이드 알피트르(Eid al-Fitr)를 줄여서 이드(Eid)라고 부르기도 한다. 이드는 아랍어로 '축제'를 의미하며, 피트르(Fitr)는 '단식의 종료'를 의미한다.끝나는 샤왈(Shawwal, 이슬람력 10월) 첫째 날에는 그 종료를 축하하는 이드 알피트르가 개최된다. 이날 무슬림들은 각 지역에 특별히 마련된 넓은 예배장소나 또는 큰 사원에 모여서 예배를 올린다. 어려웠던 한달 간의 금식이 무사히 끝난 것을 축하하는 이 날의 집단예배는 해가 뜬 시간부터 정오 사이에 적당한 시간을 골라서 행해진다. 무슬림들은 이날 아침 새옷으로 갈아입고 예배를 올린 다음 서로 인사를 나누며 친척과 친구들을 방문하고 선물을 교환한다. 무슬림들은 라마단을 고행이 아니라 축제의 시기로 여긴다. 이슬람국가들의 거리에는 골목마다 색깔 종이나 깃발 혹은 사원 모양의 조형을 내건다. 무슬림들은 저녁시간이 되면 밤마다 친척과 친구들을 방문하고 음식을 나누며 선물을 주고 받는다. 이 기간은 이슬람세계에서 가장 큰 소비시장을 형성하게 되고 ‘라마단 특수’ 현상이 나타난다.

## 같이 보기
- 라마단
- 이슬람력
- 이드 알아드하